# Gabriel Méndez Plancarte
Gabriel Méndez Plancarte (Zamora, Michoacán, 24 de enero de 1905 - Ciudad de México, 6 de diciembre de 1949) fue un sacerdote católico, historiador, humanista, filósofo y académico mexicano. 

## Semblanza biográfica
Sus padres fueron Perfecto Méndez Padilla y María Plancarte, fue hermano de Alfonso Méndez Plancarte. Realizós sus primeros estudios en su ciudad natal y en la ciudad de Puebla de los Ángeles. Posteriormente viajó a la Ciudad de México para cursar humanidades en el Seminario Conciliar de México. Viajó a Roma para ingresar al Pontificio Colegio Pío Latino Americano, en donde estudió filosofía, y a la Pontificia Universidad Gregoriana para estudiar teología y derecho canónico.
Se ordenó sacerdote el 30 de octubre de 1927. Poco después, se trasladó a Bélgica para estudiar ciencias sociales en la Universidad Católica de Lovaina. Regresó a México e impartió clases de latín y literatura en el Seminario de Zamora. En 1932, se trasladó a la Ciudad de México para impartir clases de latín, literatura, historia universal, filosofía y teología en el Seminario Conciliar de México. Por otra parte, fue profesor visitante en Our Lady of the Lake College de San Antonio y en la Universidad Laval de la ciudad de Quebec. Dio cursos sobre humanismo mexicano y sobre literatura en El Colegio de México y en la Universidad Nacional Autónoma de México (UNAM).
En 1937, fundó la revista Ábside, la cual dirigió hasta su muerte ocurrida en 1949, posteriormente, la revista fue dirigida por su hermano Alfonso, y continuó publicándose trimestralmente por más de veinte años. Asimismo, colaboró como articulista, durante ocho años, para el periódico Novedades y en otras revistas como Filosofía y Letras, El Hijo Pródigo, Letras de México, Gaceta Oficial del Arzobispado de México, La Voz Guadalupana y algunas otras.
En 1942, fue miembro fundador y vicepresidente del Seminario de Cultura Mexicana. En 1946, fue elegido miembro correspondiente de la Academia Mexicana de la Lengua. Murió en la Ciudad de México el 16 de diciembre de 1949.

## Obras publicadas
- Primicias, poesías, 1927.
- Horacio en México, 1937.
- Selvas y mármoles, antología de Joaquín Arcadio Pagaza, 1940.
- Humanistas del siglo XVIII, 1941.
- Nueve poemas inéditos del P. Juan Luis Maneiro (1744-1802), 1942.
- Salmos, poesías, 1942.
- Hidalgo, reformador intelectual, 1945.